# Робейліс Пейнадо
Робейліс Пейнадо (ісп. Robeilys Peinado) — венесуельська легкоатлетка, що спеціалізується в стрибках з жердиною, призер чемпіонатів світу, призер молодіжної олімпіади, чемпіонка Південної Америки, призер Південноамериканських ігор.
Пейнадо спочатку пробувала займатися художньою гімнастикою, але в 12 років стало зрозуміло, що вона надто висока. Її особистий рекорд у стрибках з жердиною, а також національний рекорд, дорівнює 4 м 65 см. Вона встановила його в Стокгольмі в 2017 році й повторила на Лондонському чемпіонаті світу 2017 року, де розділила третє місце й здобула бронзову медаль.

## Виноски
1. ↑  Olympedia — 2006.
2. ↑  2015 PanAm Games profile. Архів оригіналу за 4 березня 2016. Процитовано 14 серпня 2017.